# شارلي ماكدويل
تشارلز مالكولم ماكدويل (بالإنجليزية: Charlie McDowell)‏ (مواليد 10 يوليو 1983) ممثل ومخرج سينمائي أمريكي يعتبر أكثر أفلامه شهرة فيلم الشخص الذي أحبه (2014) بطولة مارك دوبلاس ، إليزابيث موس، تيد دانسون و فيلم الاكتشاف (2017)

## حياته
هو ابن الممثل الأنجليزي مالكولم ماكدويل من الممثلة الأمريكية ماري ستينبرجن .
كان في علاقة طويلة مع الممثلة روني مارا منذ عام 2010، حتى انفصالهم في عام 2016.

## وصلات خارجية
- شارلي ماكدويل على موقع IMDb (الإنجليزية)
- شارلي ماكدويل على موقع ألو سيني (الفرنسية)
- شارلي ماكدويل على موقع قاعدة بيانات الفيلم (الإنجليزية)